# Pettoranello del Molise
Pettoranello del Molise község (comune) Olaszország Molise régiójában, Isernia megyében.

## Fekvése
A megye déli részén fekszik. Határai: Carpinone, Castelpetroso, Castelpizzuto, Isernia és Longano.

## Története
A település alapítására vonatkozóan nincsenek pontos adatok. A régészeti kutatások szerint, a település ősét valószínűleg a szamniszok alapították. Első biztos említése a 12. századból származik Pectoranum néven. A következő századokban különböző nemesi családok birtoka volt. A 19. század elején, amikor a Nápolyi Királyságban felszámolták a feudalizmust előbb Monteroduni, majd Carpinone része lett. 1937-ben vált önálló községgé.

## Népessége
A népesség számának alakulása:

## Főbb látnivalói
- Santa Maria Assunta-remetelak
- San Michele Arcangelo-barlangtemplom
- San Sebastiano-kápolna
- Priceton-villa